# Bandera de Colotlán

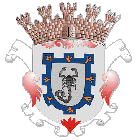
Escut de Colotlán.

La bandera de Colotlán representa oficialment al municipi mexicà de Colotlán, a l'estat de Jalisco, des del 18 de septiembre de 2008. Consisteix en un rectangle de mesures idèntiques de color vermell. Entre el medi del camp vermell, té l'escut municipal al centre, amb un diàmetre de tres quartes parts de l'ample d'aquest camp.